# 褒揚令
褒揚令，是中華民國政府依據法律表揚對國家有巨大貢獻之國民所發之正式文告；「褒揚」是法律行為，需依法定程序核定施行。

## 歷史
古中國歷代政府，對有功之人都制訂獎恤政策。明代以來，對守贞操、殉夫的女性進行貞節旌表亦是慣例。
中華民國国父孫中山受舉為臨時大總統時，即提請參議院迅速通過《獎恤條例》、成立臨時稽勳局，著手處理開國前先烈獎恤事宜。
北洋政府時，循例頒布悼恤令（優恤令）。中國進行新文化运动時，知識分子對傳統道德倫理進行猛烈批判。對守貞操、殉夫貞婦烈女，百歲人瑞進行褒揚的褒揚條例亦被批評。胡適於1918年7月在《新青年》發表文章《貞操問題》，他說：「一個人偶然活到了一百歲，居然也可以與學術技藝上的著作發明享受同等的褒揚！這已是不倫不類可笑得很了」《貞操問題》亦以五條理由「絕對的反對褒揚貞操的法律」，第五條理由：「以近世人道主義的眼光看來，褒揚烈婦烈女殺身殉夫，都是野蠻殘忍的法律。這種法律，在今日沒有存在的地位。」

## 條件

#### 1914年（北洋政府）
褒揚令之法源，先是北洋政府於民國3年（1914年）3月11日大總統令制定公布的《褒揚條例》，其第一條規定，有下列行誼之一者得以褒揚：
1. 孝行卓絕，著聞鄉里者
2. 婦女節烈貞操可以風世者
3. 特著義行可稱揚者
4. 耆年碩德爲鄉里矜式者
5. 賑卹鄉族，救濟貧困，事狀昭著者
6. 創興公益事業，或捐助財產千元以上爲公益事業者
7. 著述書籍，製造器用，於學術技藝有發明或改良之功者
8. 提倡節儉及其他善良風俗化行鄉邑，有事狀可稱舉者
9. 年逾百歲者

#### 1917年
民國6年（1917年）11月20日修正公布的《褒揚條例》，第一條規定，合於下列之一者由內務部呈請褒揚之：
1. 孝行純篤
2. 特著義行
3. 盡心公益
4. 有功藝術
5. 碩德淑行
6. 睦婣任卹
7. 節烈婦女
8. 年登百歲

民國17年（1928年）8月27日，國民政府指令，對於各省請求褒揚案件，在新條例未經制定以前，擬請暫准援用舊條例，以利進行。民國18年（1929年）5月6日，請褒揚楊鄭氏一案，在舊褒揚條例，已不適用；新條例未蒙頒布之時，無案可援。

#### 1931年

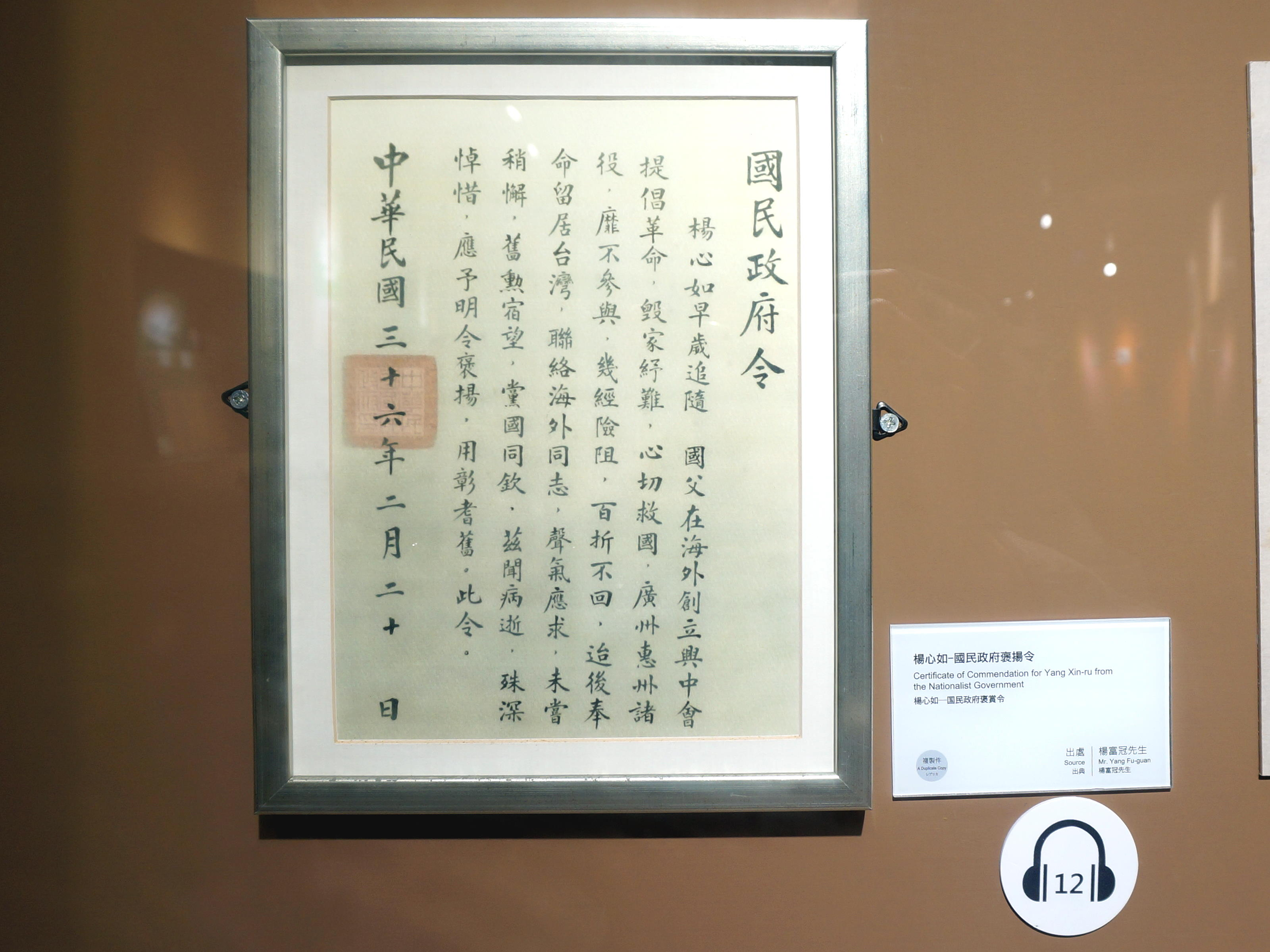
國民政府頒發的楊心如褒揚令

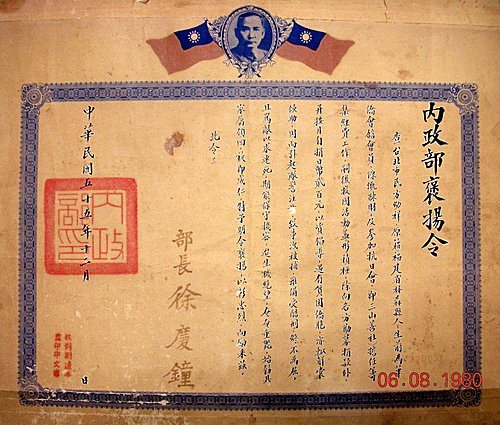
內政部頒發的方幼祥褒揚令

立法院於民國20年（1931年）7月4日制定、國民政府7月11日公布的《褒揚條例》，允許褒揚德行優異（凡忠孝仁愛信義和平，足以保存固有之道德者）或熱心公益（凡創辦教育慈善及其他公益之事業，或因辦理此等事業而捐助款項者）者。內政部審核受褒揚者之事實，擬具褒揚方法，呈請行政院轉呈國民政府行之。褒揚方法分為匾額與褒章。

### 1986年

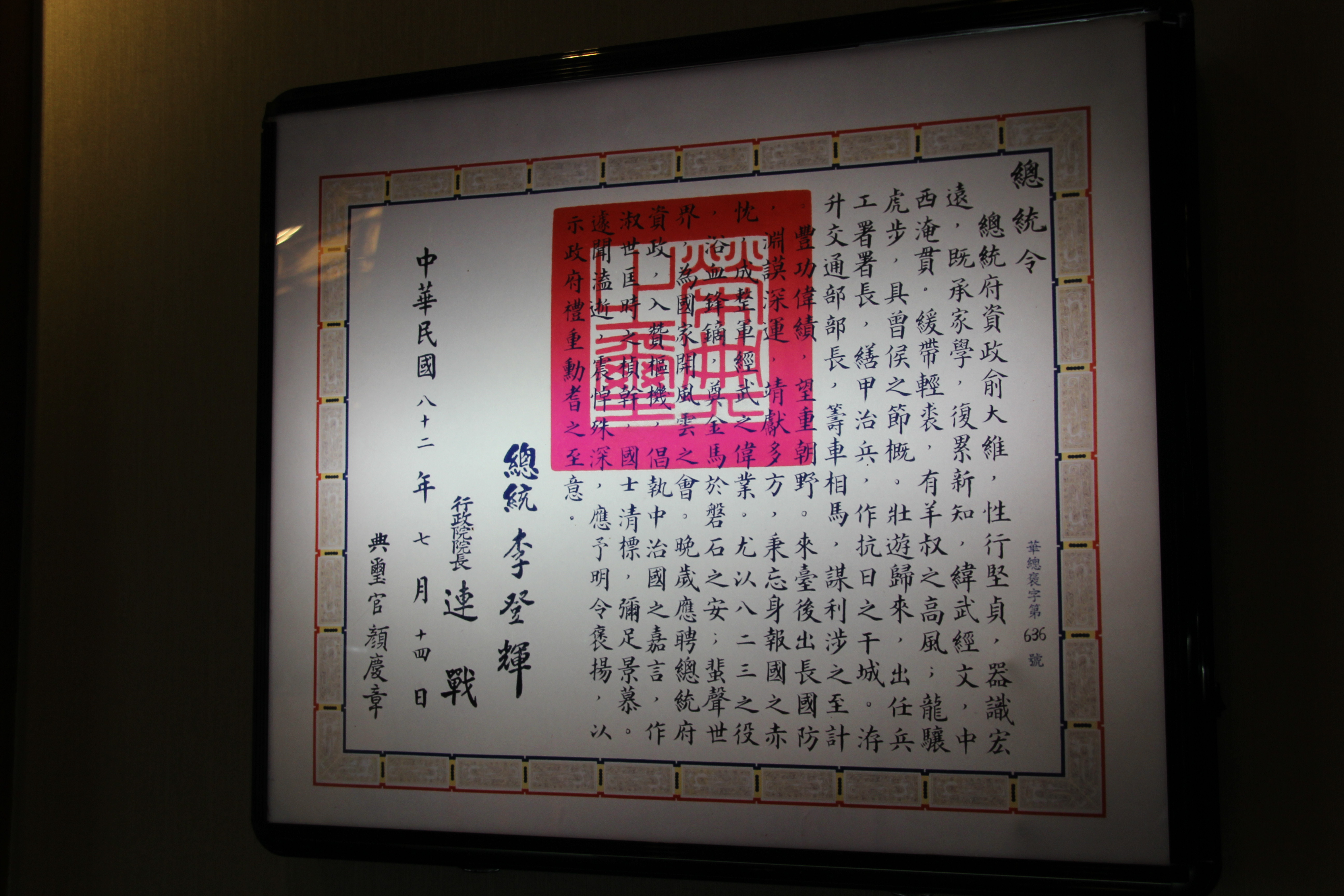
俞大維褒揚令

目前的法條是民國75年（1986年）11月18日修正全文10條、11月28日總統修正公布的《褒揚條例》，其第一條載明褒揚宗旨是：「為褒揚國民立德、立功、立言，貢獻國家，激勵當世，垂之史冊，昭示來茲，特制定本條例。」
修正《褒揚條例》第二條規定：有下列各款情事之一者，依本條例褒揚之：
1. 致力國民革命大業，對國家民族有特殊貢獻者。
2. 參預戡亂建國大計，應變有方，臨難不苟，卓著忠勤，具有勳績者。
3. 執行國策，折衝壇坫，在外交或國際事務上有重大成就者。
4. 興辦教育文化事業，發揚中華文化，具有特殊貢獻者。
5. 冒險犯難，忠貞不拔，壯烈成仁者。
6. 有重要學術貢獻及著述，為當世所推重者。
7. 有重要發明，確屬有裨國計民生者。
8. 德行崇劭，流風廣被，足以轉移習尚，為世楷模者。
9. 團結僑胞，激勵愛國情操，有特殊事蹟者。
10. 捐獻財物，熱心公益，績效昭著者。
11. 其他對國家社會有特殊貢獻，足堪褒揚者。

褒揚方式有明令褒揚以及題頒匾額，但明令褒揚對象限亡故者。受褒揚者之事蹟由相關政府機關初審後報請行政院審查，必須經由行政院會議通過後再呈請中華民國總統核予褒揚。法人團體受褒揚，僅能給予頒匾。外國人合於條件，亦可褒揚。

## 受褒揚者
獲中華民國總統頒褒揚令者甚多，涵蓋政治、軍事、學術、教育、醫療、科技、警察消防、運動、藝術文化等多方面。著名案例包括：
1912年陸軍少將奉天統領吳俊陞、奉天都督趙爾巽、政治家湯化龍、飛行家馮如。
1925年東征軍何應欽、譚曙卿。
1927年故博士胡明復。
1928年濟南交涉公署蔡公時、烈士吴樾、東北國民軍總司令郭松齡、烈士徐錫麟。
1929年建築師呂彥直。
1938年陸軍上將曹錕。
1939年國之耆宿徐世昌、陸軍上將吳佩孚。
1980年3月15日陸軍二級上將張發奎。
抗日殉職將領張自忠、賴傳湘，第二次國共內戰國軍殉職將領邱清泉、喻英奇、中央研究院院長胡適、吳大猷、抗日名將孫立人、何應欽、薛岳、高志航、日治時期台灣社運領袖蔣渭水、台灣作家賴和、黨外運動前輩及民選臺北市長吳三連和高玉樹、《中國時報》創辦人余紀忠、殘障福利運動工作者劉俠、民主進步黨創黨元老黃信介、費希平、盧修一、前立法院長梁肅戎、前外交部長與駐美大使沈昌煥、前銓敘部部長鄧傳楷、前海基會董事長辜振甫、前副總統謝東閔、空中攝影紀錄者齊柏林、台灣布袋戲藝術家李天祿、黃海岱、藝人鄧麗君、洪一峰、葛香亭、卓勝利、鳳飛飛、前總統蔣中正夫人宋美齡、前總統蔣經國夫人蔣方良、法鼓山創辦人聖嚴法師、一貫道副理事長陳鴻珍前人、前兄弟象總教練曾紀恩等千餘人。
而華僑也有受到褒揚者：在六七暴動期間因為批評港共暴行而被縱火暗殺的香港商業電台節目主持人林彬。以慈善工作著名的香港聞人顏玉瑩在1977年因為參予台灣風災的賑濟，為第一道以華僑身分獲得的褒揚令。外國人受褒揚者有瑞士籍慈善工作者蒲敏道神父及日本水利工程師八田與一等人。香港客籍僑領黃石華及史學家余英時院士。
2015年總統頒給歷史博物館前館長黃永川。
2015年總統頒給福壽山農場前場長宋慶雲。
2020年1月3日總統頒國立政治大學名譽教授尉天驄。
2020年1月14日總統頒2020年中華民國空軍UH-60M黑鷹直升機墜毀事故8位殉職軍官士官：國防部參謀總長暨空軍一級上將沈一鳴、于親文、洪鴻鈞、葉建儀、黃聖航、劉鎮富、韓正宏、許鴻彬。
2020年4月21日總統頒給玉山金融控股暨玉山銀行科技長陳昇瑋。
2020年6月14日總統頒總統府前資政、文壇耆宿鍾肇政。
2020年8月16日總統頒中央研究院院士、國立臺灣大學特聘講座教授陳定信；同月23日，頒前行政院院長、陸軍一級上將郝柏村。
2020年9月19日總統頒前總統李登輝。
2020年12月29日總統頒給資深文學家、國立東華大學榮譽教授楊牧（本名王靖獻）。
2021年4月19日總統頒考試院前院長許水德。
2021年8月20日總統頒中央研究院院士、史學泰斗余英時；同月27日，頒臺灣原住民族文化教育工作者查馬克·法拉屋樂。
2021年9月7日總統頒資深導演李行。
2021年11月30日總統頒外交部駐泰國大使、行政院前秘書長李應元。
2021年12月10日總統頒總統府前資政、國防部前部長湯曜明；同月14日，頒專職作家暨文史研究者陳柔縉。
2022年3月23日總統頒資深演員唐川。
2022年4月15日總統頒歌壇耆宿文夏。
2022年8月14日總統頒總統府前資政彭明敏。
2022年12月17日總統頒交通部前部長林陵三。
2023年2月13日總統頒給佛光山開山宗長星雲法師。
2023年4月23日總統頒總統府資政辜寬敏。
2023年5月15日總統頒雕塑藝術家朱銘。
2023年5月27日總統頒給靜宜大學林淑雅助理教授。
2023年6月16日總統頒新古典舞團創辦人劉鳳學。
2023年7月7日總統頒文壇耆宿林文月。
2023年10月6日總統頒給於明揚國際屏東廠火災，屏東縣政府消防局第一救災救護大隊屏東第二分隊共計有4位殉職小隊長：鍾吉垣、施寶翔、賴俊儒、陳柏翰。
2023年10月15日總統頒給一貫道寶光建德道場前人林再錦。
2023年11月30日總統頒奇美創辦人、總統府前資政許文龍。
2023年12月1日總統頒資深漫畫家蕭言中。
2024年1月23日總統頒總統府戰略顧問、海軍一級上將劉和謙；同月26日，頒知名作家司馬中原。
2024年2月27日總統頒給行政院人權保障推動小組委員陳俊翰律師。
2024年9月20日總統頒給空中英語教室創辦人彭蒙惠老師。
2024年10月11日總統頒醫療財團法人臺灣區煤礦業基金會臺灣礦工醫院院長黎慶福。
2024年12月9日總統頒文壇耆宿瘂弦（王慶麟）。
2025年1月11日總統頒知名漫畫家暨作家魚夫（林奎佑）。

## 文例
如民國初年歷任總統、元首之悼恤令如下，皆書古文言文體：
- 孫中山（1925年3月12日）：

前臨時大總統孫文，倡導共和，肇我華夏。辛亥之役，成功不居，仍於國計民生殫心擘畫。宏謨毅力，薄海同欽。本執政夙慕耆勳，亟資匡濟，就職伊始，敦勸入都，方期克享遐齡，共籌國是。天胡不憖，遽奪元功。軫念艱虞，彌深愴悼。所有飾終典禮，著內務部詳加擬議，務極優隆，用符崇德報功之至意。
- 袁世凯（1916年6月7日）：

民國肇興，由於辛亥之役。前大總統贊成共和，奠定大局，苦心擘畫，聽夕勤勞、天不假年，遘疾長逝。追懷首績，薄海同悲。本大總統患難周旋，尤深愴痛。所有喪葬典禮，應由國務院轉飭辦理人員參酌中外典章，詳加擬議，務極優隆，用符國家崇德報功之至意。
- 黎元洪（1928年6月8日）：

前大總統黎元洪，辛亥之役，武昌起義，翊贊共和，功在民國。及袁氏僭號，利誘威脅，義不為屈，凜然大節，薄海同欽。茲聞遘疾彌留，猶廑國計，追懷遺烈，愴悼尤深，所有喪葬典禮，著內政部詳加擬議，務示優隆，以彰崇報元勳之典。此令
- 馮國璋（1919年12月30日）：

前代理大總統馮國璋，久掌戎韜，勳隆望重，辛亥之役，贊助共和，疆寄迭膺，又安大局，迨以副總統代理大總統職務，適値南北糾紛之際，苦心規畫，听夕賢勞，退任以來，仍資匡贊，方冀修齡克享，同覩平成，天不憗遺，悲深薄海，彌留之頃，猶以時局危迫，促進統一爲言，愛國之忱，溢於詞表，本大總統睠懷疇昔，愴悼尤殷，所有飾終典禮，著由國務院從優擬議，用符崇德報功之至意，此令
- 段祺瑞（1936年11月5日）：

前臨時執政段祺瑞，持躬廉介，謀國公忠。辛亥倡率各軍贊助共和，功在民國。及袁氏僭號，潔身引退，力維正義，節概凜然。嗣值復辟變作，誓師馬廠，迅遏逆氛，卒能重奠邦基，鞏固政體，殊功碩望，薄海同欽。茲聞在滬溘逝，老成凋謝，惋悼實深，應即予以國葬，並發給治喪費一萬元。生平事蹟，存備宣付史館。用示國家篤念耆勳之至意。此令！
- 徐世昌（1939年6月8日）：

徐世昌，國之耆宿，望重群倫。比年息影津門，優遊道素。寇陷華北，屢思威脅利誘，逞厥陰謀，獨能不屈不撓，凜然自守，高風亮節，有識同欽。方幸國有老成，共資矜式。遽聞溘逝，震悼良深。溯其生平，學識閎通，風度沖穆。秉政之日，對內以和平息爭為念，對外以維護主權為心，功雖未竟，志業自有可傳。近聞臥病彌留，攖懷國難，尤見忠誠團結，終始不渝，應予明令褒揚，特給治喪費一萬元，生平事蹟存備宣付國史館，一俟寇患靖平，再議飾終令典，用示國家眷念耆賢，激勵忠貞之至意。此令。
- 曹錕（1938年6月14日）：

故陸軍上將曹錕，息影津沽，抱道自重。比歲以來，值寇勢之方張，遭奸佞之叵測，逼迫紛乘，而該上將正氣凜然，始終峻拒，不屈不撓，通國具瞻。且於疾革彌留之際，惓惓以抗戰勝利為念，忠誠純篤，志節昭然，尤見軍人之風範，足垂奕禩之淸芬。今老成永逝，軫悼殊深，允宜明令褒揚，式資當世模楷，待先頒贈「華胄忠良」匾額一方，一俟寇氛靖平，再議飾終令典。凡其舊日僚屬，能斷志勵操矢志報國者，並當一體宏獎，優予登庸。此令。

## 外部連結
- 褒揚條例
- 總統府公報收錄的褒揚令（页面存档备份，存于）
- 國家圖書館政府公報資訊網（页面存档备份，存于）查詢「褒揚」「褒章」「頒匾」